# 八戸市立第二中学校
八戸市立第二中学校（はちのへしりつ だいにちゅうがっこう）は、青森県八戸市長根3丁目にある公立の中学校。

## 概要

### 学校教育目標
- 心豊かで、たくましく、進んで学ぶ生徒

### 生徒数
2020年（令和2年）5月1日時点。
| 学年 | 1年 | 2年 | 3年 | 特別支援    | 合計 |
| ---- | --- | --- | --- | ----------- | ---- |
| 学級 | 3   | 3   | 3   | 4           | 13   |
| 生徒 | 89  | 100 | 87  | 11 （内数） | 276  |

#### この節の出典
- Gaccom八戸市立第二中学校（生徒数）
- 下記外部リンクにある学校ホームページ内の「学校の紹介」内に記載の生徒数から。

## 沿革
- 1948年（昭和23年）
  - 4月1日 - 八戸市立商業高等学校併設中学区として新堀端町に開設。
  - 10月1日[1] - 八戸市立第二中学校と改称。小中野町字下谷地尻に新校舎落成移転。
  - 10月13日 - 大字小中野字下谷地尻に新校舎落成移転[1]。第1学年13学級編制。
- 1949年（昭和24年）4月1日 - 学区変更により、第1・第2・第3学年20学級編制[1]。
- 1950年（昭和25年）6月17日 - 校歌制定[1]。
- 1956年（昭和31年）
  - 3月3日 - 体育館を八戸工業高校に移管[1]。
  - 3月20日 - 校旗樹立[1]。
- 1957年（昭和32年）7月30日 - 新体育館落成[1]。
- 1958年（昭和33年）5月7日 - 新校舎が完成し、第1学年生徒が移転[1]。
- 1959年（昭和34年）4月8日 - 新校舎第二期工事が完成し、第3学年生徒が移転[1]。
- 1960年（昭和35年）4月4日 - 第三期工事が完成し、第2学年生徒が移転[1]。
- 1966年（昭和41年）
  - 3月20日 - 売市新校舎第一期工事完成[1]。
  - 4月1日 - 江陽中学校から、6学級委託される[1]。
- 1967年（昭和42年）
  - 4月3日 - 現在地に新校舎第二期工事完成[1]。
  - 7月8日 - 新校舎第三期工事完成し、江陽中学校から1年生移転[1]。
- 1969年（昭和44年）1月6日 - 体育館完成[1]。
- 2018年（平成30年）11月9日 - 創立70周年記念式典挙行。

出典：(八戸)第二中学校（学校カルテ） (PDF)  - 八戸市

## 通学区域
- 八戸市立八戸小学校の通学区域
  - 第一内丸
  - 第二内丸
  - 第三内丸
  - 第四内丸
  - 第五内丸
  - 窪町
  - 番町
  - 馬場町
  - 常海町
  - 新堀端町
  - 堤町
  - 三日町
  - 六日町
  - 八日町
  - 十三日町
  - 十六日町
  - 十八日町
  - 朔日町
  - 長根
  - 観音下第一から第三
- 八戸市立城下小学校の通学区域
  - 城下一丁目から四丁目
  - 沼館二丁目第一・第二
  - 沼館三丁目
  - 淀

## アクセス
- JR八戸線本八戸駅から、徒歩約910m・約14分。
- 八戸市営バス・南部バス「緑ヶ丘」停留所下車後、徒歩約835m・約13分。
  - 停車路線については、運行事業者のホームページを確認か、電話で要問い合わせ。

## 周辺
- 八戸市立八戸小学校 - 敷地が隣接
- 馬淵川
  - 馬淵川緑地
- ローソン八戸売市長根店
- この他、小規模公園も点在する。